# Ainea conzattii
Ainea  es un género monotípico de plantas bulbosas de la familia de las iridáceas. Su única especie, Ainea conzattii, es endémica del estado de Oaxaca, México.

## Descripción
Se trata de plantas perennes estacionales de tépalos blancos dispuestos en dos series desiguales,  los estambres son libres y el estilo bífido. Habita en claros de bosques de coníferas en altitudes cercanas a los 2000 m s. n. m.

## Taxonomía
Ainea conzattii fue descrita por (R.C.Foster) Ravenna  y publicado en Botaniska Notiser 132(4): 468. 1979.
Sinonimia
- Sphenostigma conzattii R.C.Foster, Contr. Gray Herb. 165: 106 (1947).[1]